# Aanslag in het Maxim-restaurant van Haifa op 4 oktober 2003

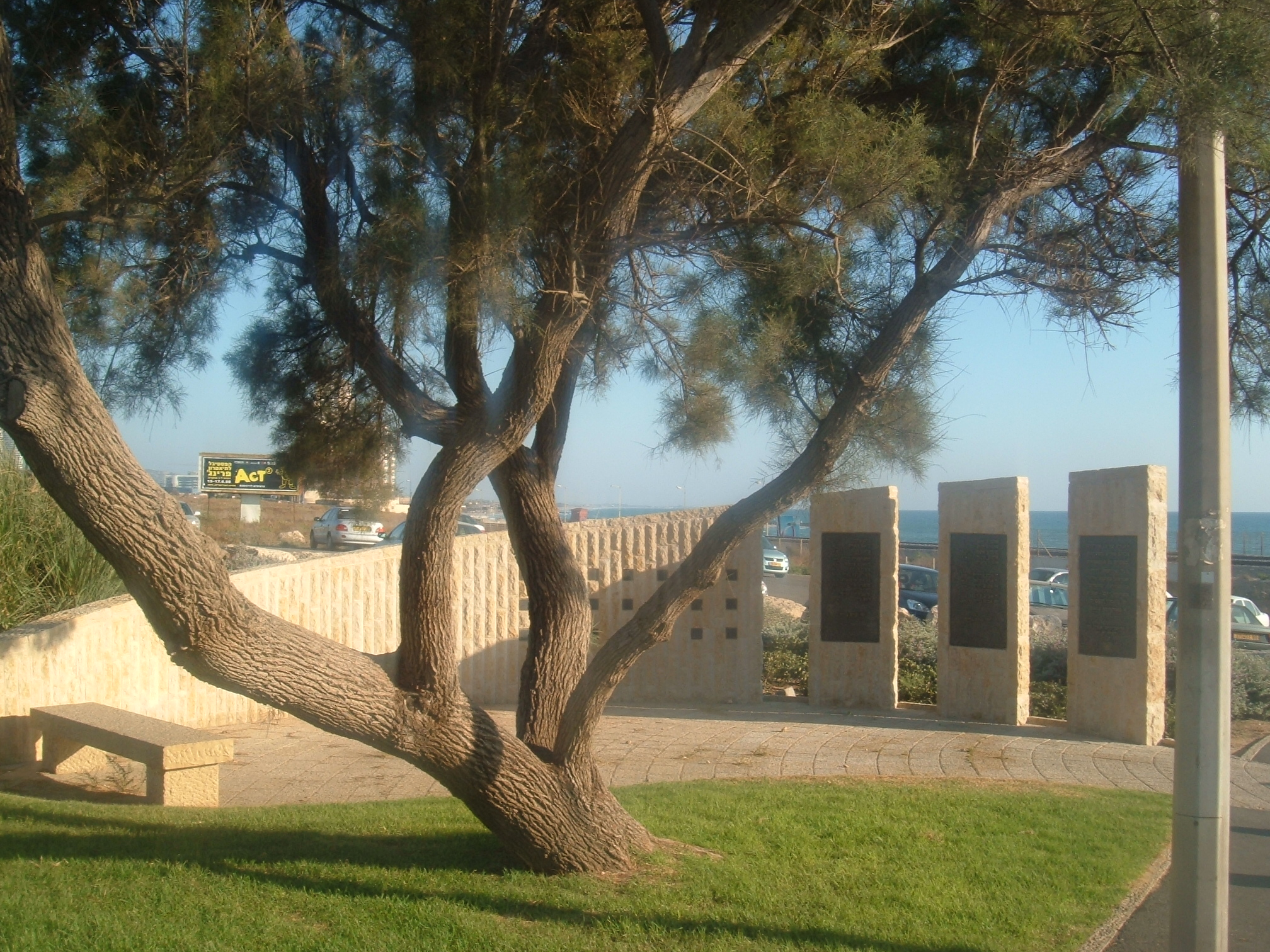
Monument ter herinnering aan de aanslag op het Maxim-restaurant

Op 4 oktober 2003 vond een terroristische aanslag plaats in het Maxim-restaurant in de noordelijke Israëlische stad Haifa, toen de 29-jarige Palestijnse pleegster, Hanadi Jaradat, haar omgeving en zichzelf opblies met explosieven in het restaurant.
Eenentwintig Israëliërs - Joden en Arabieren - werden vermoord en 51 anderen raakten gewond. Onder de slachtoffers waren twee families en vier kinderen, inclusief een twee maanden oude baby. Het bloedbad werd aangericht in het Arabisch-joodse Maxim-restaurant. Hanadi Jaradat was een advocaat-stagiaire, en lid van de terroristische Islamitische Jihad.

## Het restaurant
Het Maxim-restaurant lag aan het strand, nabij de zuidelijke ingang van Haifa. Het is gezamenlijk eigendom van christelijke Arabieren en joden, allen Israëliërs, en stond bekend als een symbool van vreedzame co-existentie.
Het restaurant was ook een populaire eetgelegenheid voor de beroemde Israëlische voetbalclub Maccabi Haifa. Drie waardigheidsbekleders van deze club raakten lichtgewond bij de aanslag.

## Reactie
De aanslag werd door leiders rond de wereld veroordeeld. Israël viel na de aanslag een kamp aan bij Damascus, waarvan men dacht dat het voor training van de Islamitische Jihad fungeerde. Volgens Syrië zou het kamp leegstaan. Er werd geen melding van slachtoffers gedaan.

## Slachtoffers
De aanslag kende eenentwintig dodelijke slachtoffers (tussen haakjes hun leeftijd):
- Vijf leden van de familie Almog uit Haifa:
  - Admiraal (res.) Ze'ev Almog (71),
  - zijn echtgenote Ruth (70),
  - hun zoon Moshe (43),
  - en kleinzonen Tomer Almog (9),
  - en Assaf Staier (11).
- Vijf leden van de familie Zer-Aviv uit kibboets Yagur:
  - Bruria (59),
  - haar zoon Bezalel (30),
  - zijn echtgenote Keren (29),
  - hun kinderen Liran (4),
  - en Noya (2 maanden).
- Zvi Bahat (35), uit Haifa.
- Mark Biano (29), uit Haifa.
- en zijn echtgenote Naomi (25).
- Hana Francis (39), uit Fassouta, hoofdkelner.
- Mutanus Karkabi (31), uit Haifa, veiligheidsagent.
- Sharbal Matar (23), uit Fassouta, kelner.
- Osama Najar (28), uit Haifa, kok.
- Nir Regev (25), uit Nahariya.
- Irena Sofrin (38), uit Kiryat Bialik.
- Lydia Zilberstein (56), uit Haifa, overleed aan zijn verwondingen op 9 oktober.
- George Matar (59), uit Haifa, overleed aan zijn verwondingen op 15 oktober.